# Ярыгин, Никифор Михайлович
Никифор Михайлович Ярыгин (1910—1991) — машинист экскаватора барнаульского треста «Стройгаз». Лауреат Сталинской премии (1952), Заслуженный строитель РСФСР, почётный гражданин Барнаула (1968).

## Биография
Никифор Ярыгин родился в 1910 году в селе Церковные Салманы Казанской губернии в семье батрака. Его отец и старший брат погибли во время Гражданской войны. С 12 лет Никифор работал подпаском, затем пастухом. С 1928 года, после окончания курсов трактористов, работал в МТС в первых колхозах.
В 1929 году он по приглашению отправился на строительство Горьковского автозавода, в трест «Стройгаз». Сначала работал трактористом на подвозке строительных материалов. Когда на стройке появились первые экскаваторы, он успешно освоил работу на этих машинах.
Никифор Ярыгин стал работать на первом в коллективе экскаваторе Норд-Вест, купленном в Америке. В 1941 году «Стройгаз» был переведён в Барнаул, куда переехал со своей машиной и Никифор Ярыгин. Там он занимался строительством цехов Алтайского тракторного завода и других промышленных предприятий, а также учебных заведений и домов культуры.
Никифор Ярыгин проработал на своём экскаваторе более четверти века. Он выполнил множество технических усовершенствований своего экскаватора, превратив его практически в универсальную машину. Занимался рытьём котлованов, канав, траншей, выемкой грунта из-под воды. В зимнее время, подвесив на трос экскаватора вместо ковша клин весом в 2 тонны, занимался рыхлением мёрзлого грунта. Он также приспособил экскаватор для монтажа сборных конструкций, закрепив на стреле крюк вместо ковша. Опыт Никифора Ярышина был широко использован на стройках Алтая.
Позднее Никифор Ярыгин сменил экскаватор. На новой машине вместе с ним стали работать его сыновья Юрий и Владимир. В 1970 году вышел на пенсию, однако продолжал посещать трудовой коллектив, передавал свой опыт молодым экскаваторщикам.
В 1976 году была учреждена краевая премия имени знатной трудовой династии Ярыгиных.
Личное дело Никифора Михайловича Ярыгина хранится в Алтайском краевом краеведческом музее (№ 12736, 96 ед. хр., 1949—1969).

## Награды и звания
- Сталинская премия третьей степени (1952) — «за внедрение передовых методов труда на экскаваторных работах»[9]
- Заслуженный строитель РСФСР[8]
- Почётный гражданин Барнаула (1968) — «за особые заслуги в строительстве города, высокие производственные показатели и активное участие в общественной жизни»[1]
- Орден Красной Звезды (1945)[10]
- Орден Ленина[2]

## Сочинения
- Ярыгин Н. М. Двадцать один год работы на одном экскаваторе. — Барнаул: Алт. краев. изд-во, 1951.